# Emil Handschin
Emil Handschin, švicarski hokejist, * 19. marec 1928, Basel, Švica, † 27. maj 1990, Base. 
Handschin je bil hokejist klubov SC Bern, HC Davos in EHC Basel v švicarski ligi in švicarske reprezentance, s katero je nastopil na treh olimpijskih igrah, kjer je osvojil eno bronasto medaljo, in več Svetovnih prvenstvih, na katerih je osvojil tri bronaste medalje. Za reprezentanco je nastopil na 133-ih tekmah. 